# Escudo de Guipúzcoa
La versión actual del escudo de Guipúzcoa fue aprobada por la Norma Foral 6/1990, de 27 de marzo de 1990, sobre signos de identidad del Territorio Histórico de Guipúzcoa. Tiene la siguiente descripción heráldica:
En un campo de oro, tres árboles de sínople (verde), colocados en faja sobre ondas de agua de plata y azur (azul).
Sostienen el escudo dos salvajes, en pie, al natural, vestido con un paño de plata. Debajo de la punta del escudo aparece escrita en una cinta de plata la leyenda "FIDELISSIMA BARDULIA NUNQUAM SUPERATA" ("Fidelísima Bardulia, nunca superada"), escrita en letras de sable (negro).
Al timbre corona ducal que es un círculo de oro, engastado de piedras preciosas, compuesto de ocho florones, visibles cinco.
Los árboles representados en el escudo son tejos comunes (Taxus baccata). Se emplea con mucha frecuencia una versión simplificada del escudo, sin los adornos exteriores y con los elementos del blasón representados esquemáticamente.

## Modificación nacionalista
En 1979, las Juntas Generales de Hermandad, antecedentes de las actuales Juntas Generales de Guipúzcoa, modificaron las armas tradicionales de Guipúzcoa, empleadas desde 1466, al retirar dos divisiones en las que figuraban un monarca coronado sentado en un trono que podría tratarse de Alfonso VIII de Castilla o Enrique IV, y doce cañones. En 1513 la reina Juana de Castilla concedió que se incorporase en las armas de Guipúzcoa una nueva división en la que aparecían representados doce cañones que simbolizaron los que fueron capturados por tropas guipuzcoanas en la batalla de Velate en 1512.

Escudo de Guipúzcoa en su forma tradicional (1513-1979)
Versión esquemática del escudo de Guipúzcoa, usado como emblema de la Diputación Foral.
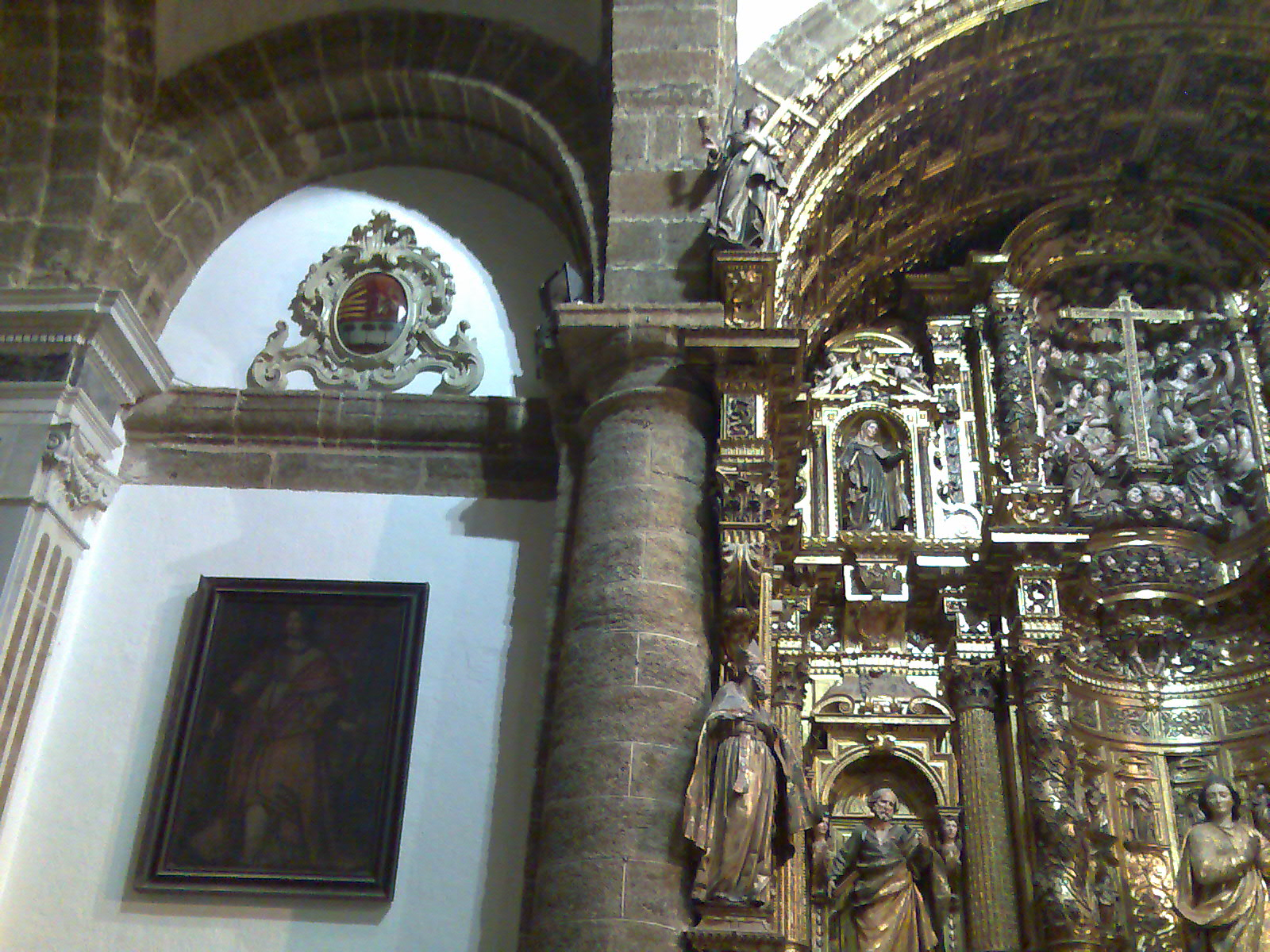
A la izquierda del altar mayor de la Catedral Vieja de Cádiz se puede ver un escudo antiguo de Guipúzcoa (siglo XVI o XVII) con solo seis cañones esquematizados. Proviene de la desaparecida capilla de los vizcaínos.